# 洪濬哲
洪濬哲（1951年2月9日—），台灣運動員、政治人物，前籃球國手，曾當選為全國十大傑出青年，自球場退休後從政，曾任台北市議員，後代表中國國民黨在臺北市第一選舉區當選為第二屆立法委員。

## 家人
洪濬正(弟弟)